# عصب سیاتیک
عصب سیاتیک (sciatic nerve) یا عصب کَپَلی، ضخیم ترین عصب بدن انسان است که از ناحیه کمری آغاز و تا انتهای پا امتداد دارد. عصب سیاتیک درشت‌ترین شاخه شبکه خاجی (ساکرال) است و از دو عصب تشکیل شده که عبارتند از درشت‌نئی (تیبیال) و نازک‌نئی (پرونئال) مشترک. این عصب از طریق سوراخ سیاتیک بزرگ و زیر ماهیچه گلابی‌شکل (پیریفورمیس) از لگن خارج می‌شود.
عصب سیاتیک از اتصال ریشه‌های عصب نخاعی L4 به S3 کشیده شده و از مهره‌های کمری و خارجی خارج شده تشکیل می‌شود و بعد از خارج شدن از لگن از پشت باسن به پشت ران رفته و در بالاتر از مفصل زانو به دو شاخه به نام‌های عصب درشت‌نی و عصب نازک‌نئی مشترک (پرونئال) تقسیم می‌شود.
هرگونه فشار بر روی این عصب می‌تواند باعث ایجاد درد در تمام طول عصب شود (یعنی مسیری که از کمر شروع می‌شود و از پشت پا پایین می‌آید و تا پاشنه و کف پا می‌رسد). سیاتیک بیشتر در سنین ۵۰–۳۰ سالگی به‌وجود می‌آید و علت عمدهٔ آن پاره شدن دیسک بین مهره‌ای است. به‌دنبال وارد شدن فشار بیش از حد به ستون مهره، قسمت حلقوی محیطی دیسک (آنولوس فیبروزوس) پاره شده و قسمت مرکزی (نوکلئوس پولپوزوس) از بین شکاف پارگی به بیرون راه پیدا می‌کند. این قسمت بیرون زده را هرنی یا فتق می‌گویند.
در راس حفره پس زانو به دو شاخه خارجی یا نازک‌نئی مشترک (پرونئال) و داخلی یا درشت‌نئی تقسیم می‌شود که این تقسیم در بالاتر یا حتی در لگن ممکن است صورت بگیرد. در قسمت اول در ناحیه سرینی (گلوتئال)، ممکن است در اثر تزریقات داخل عضلانی یا دررفتگی پشتی مفصل ران یا در موارد جراحی روی مفصل ران آسیب ببیند. در تزریقات عمدتاً قسمت نازک‌نئی مشترک آن آسیب می‌بیند. در وسط پشت ران بلافاصله پس از خروج از زیر ماهیچه سُرینی بزرگ سطحی شده و فقط توسط پوست و فاشیا پوشیده می‌شود. همچنین در فتق دیسک‌های کمری نیز ممکن است به شاخه‌های عصب سیاتیک فشار وارد شود و علائم تیر کشیدن درد به پشت ران و از زانو به پایین می‌شود.

## عصب‌دهی
عصب سیاتیک شاخه‌های مفصلی به مفاصل زانو و مچ پا، شاخه‌های عضلانی (به اداکتور ماگنوس، ماهیچه نیم‌وتری، ماهیچه نیم غشایی، ماهیچه دوسر رانی) و شاخه‌های حسی دارد. عصب تیبیال (شاخه عصب سیاتیک) به پشت ساق و سپس کف پا رفته و حس نواحی ذکر شده و حرکت عضلاتی را که در این نواحی هستند تأمین می‌کند. عصب پرونئال در ناحیه زانو به دو شاخه سطحی و عمقی تقسیم می‌شود. هر دو این شاخه‌ها از جلو استخوان‌های ساق به پایین آمده و به پشت پا می‌روند. عصب پرونئال سطحی بیشتر مسئول حس پشت پا است و عصب پرونئال عمقی حرکت عضلات جلوی ساق را تأمین می‌کند.

## نگارخانه

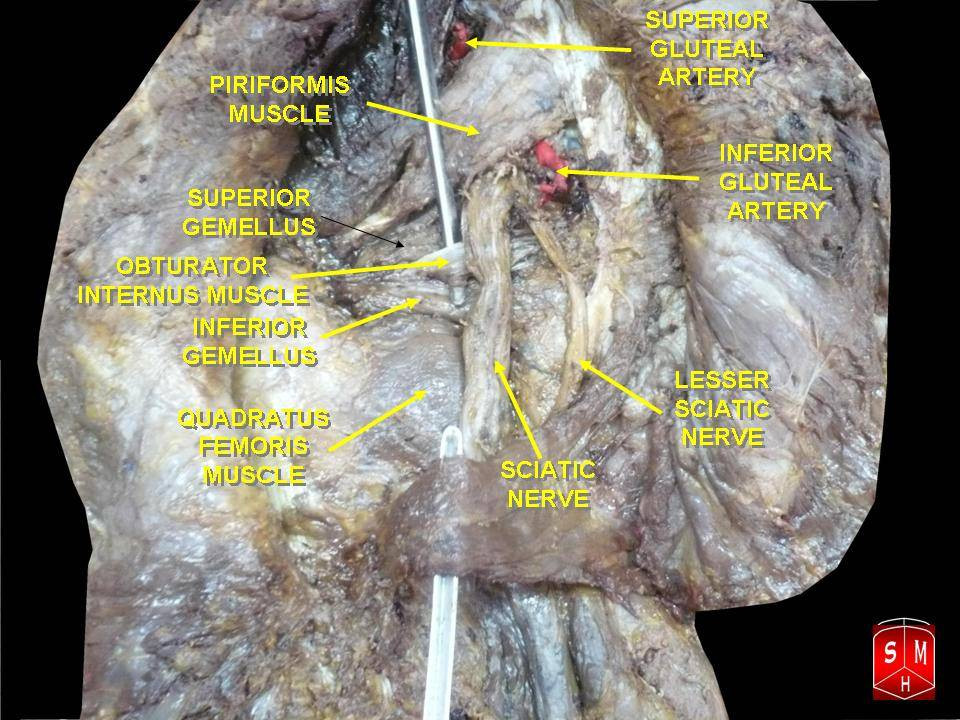
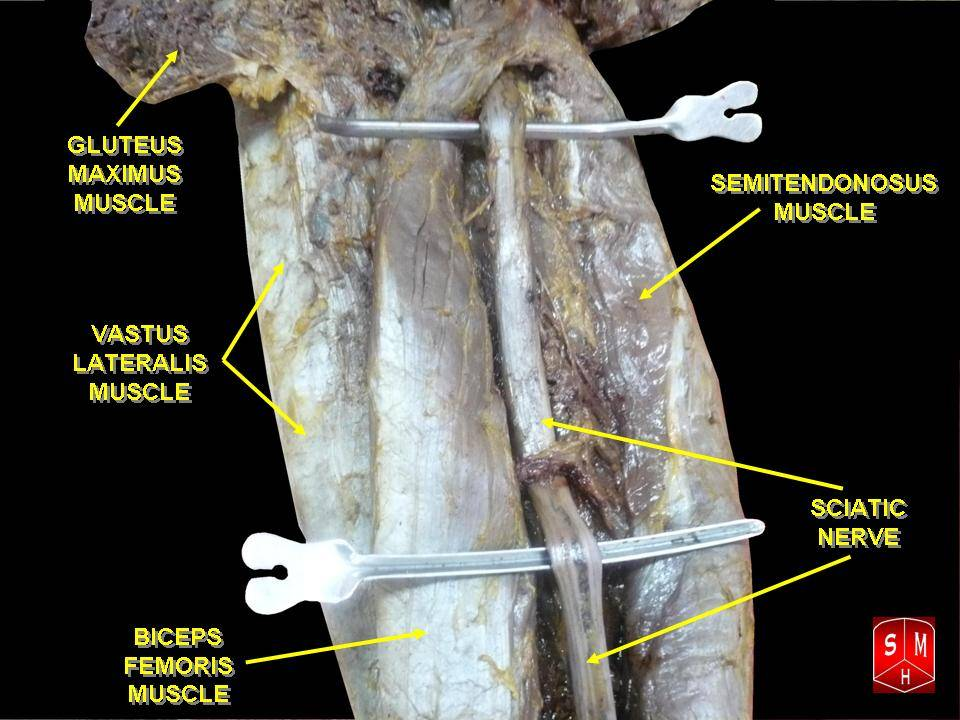
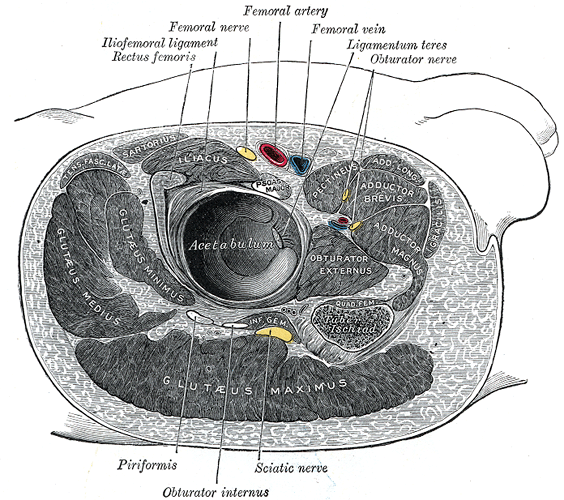
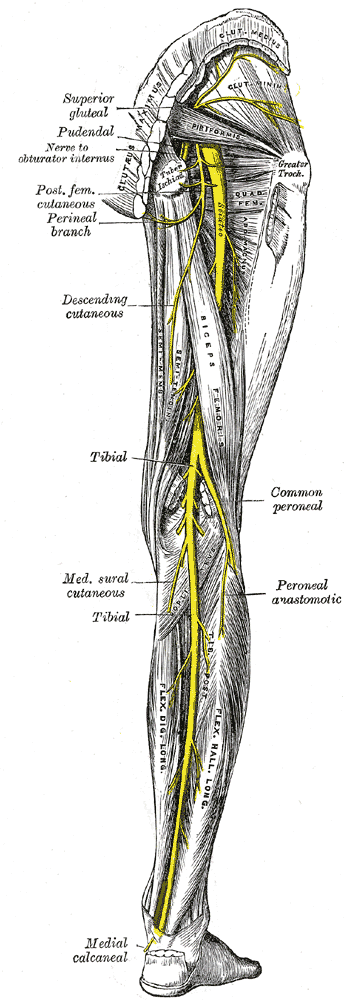
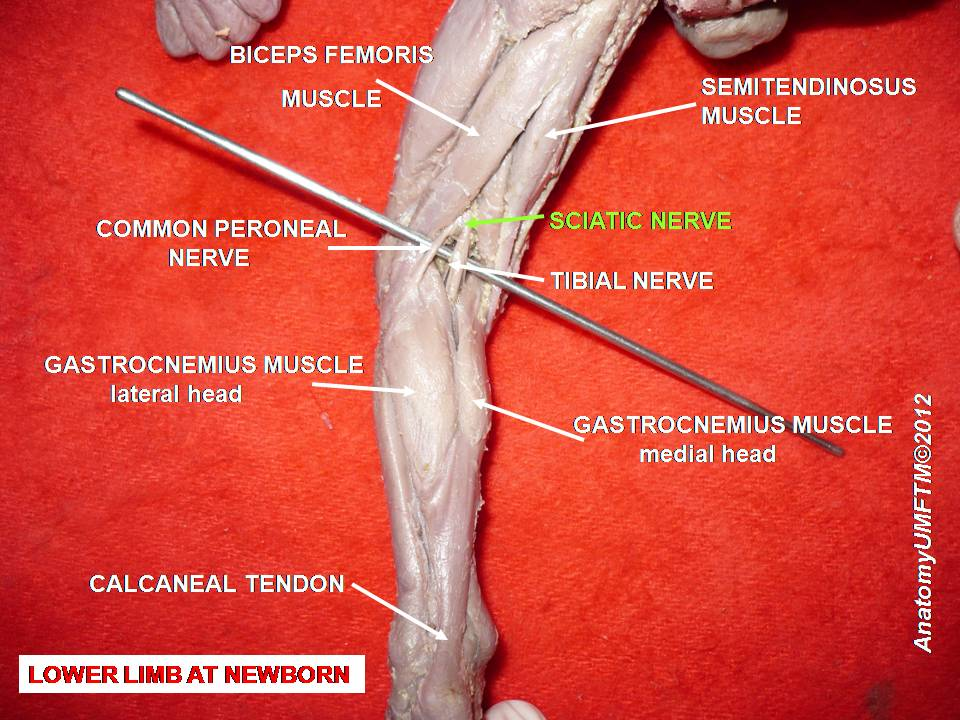
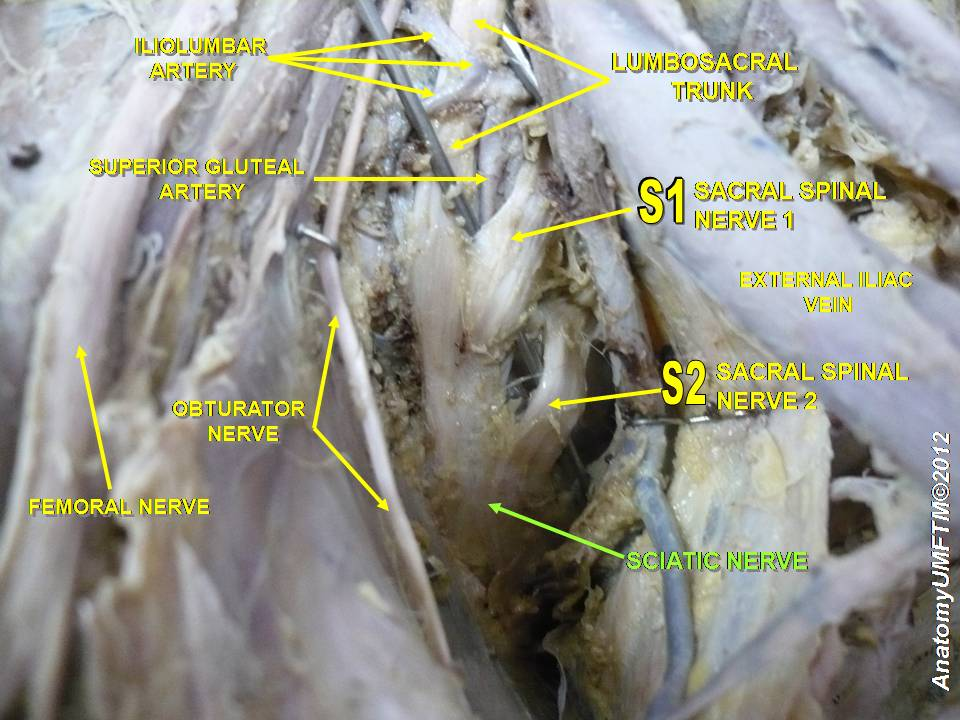
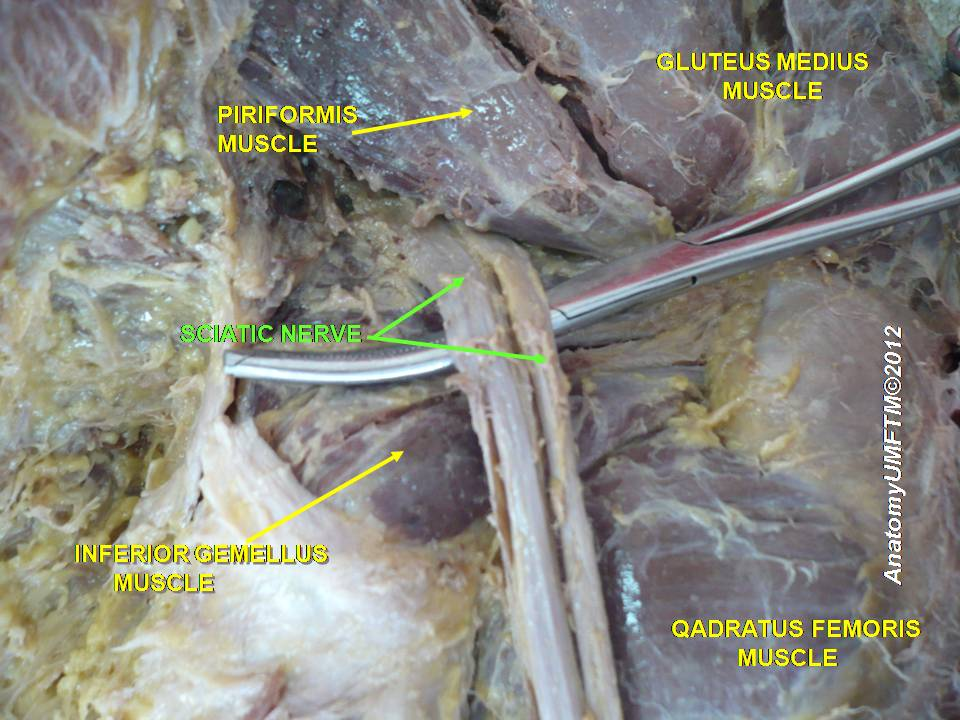